# Yazla, Akşehir
Yazla là một thị trấn thuộc huyện Akşehir, tỉnh Konya, Thổ Nhĩ Kỳ. Dân số thời điểm năm 2011 là 1.305 người.